# Участники Поместного собора Русской православной церкви (1945)
На Поместном соборе Русской православной церкви 1945 года присутствовал 171 человек из разных епархий и областей: 45 архипастырей, 85 священнослужителей, 2 церковнослужителя и 38 мирян практически от всех областей Советского Союза. 25 из них были выпускниками различных академий, 56 учились в разных семинариях, 29 имели высшее образование, 31 среднее, 23 неоконченное среднее, двое окончили Духовное училище, трое только церковную школу и один из них Пастырские курсы.
На соборе также присутствовали Папа и Патриарх Александрийский и всей Африки Христофор II, Патриарх Антиохийский и всего Востока Александр III и Католикос-Патриарх Грузии Каллистрат; представители патриархов Константинопольского митрополит Фиатирский Герман (Стринопулос) и Иерусалимского митрополит Севастийский Афинагор (Василиадис); делегации Сербской Церкви во главе с митрополитом Скопийским Иосифом (Цвийовичем) и Румынской Церкви во главе с епископом Арджешским Иосифом (Гафтоном).
Общее число членов и гостей собора составило 204 человека. Согласно произнесённому на соборе 2 февраля докладу члена мандатной комиссии доцента А. И. Георгиевского: «В составе членов собора 4 митрополита, 13 архиепископов, 29 епископов, 3 архимандрита, 2 игумена, 68 протоиереев. Всего членов собора — 171 от 89 епархий. Среди гостей находилось 3 Патриарха, 4 митрополита, 1 архиепископ, 4 епископа, 21 клирик и 4 мирянина».

## Члены собора
Архангельская
- епископ Леонтий (Смирнов)
- протоиерей Николай Вотчинский
- гражданин Кокорев, рабочий

Астраханская и Сталинградская
- архиепископ Филипп (Ставицкий)
- протоиерей П. П. Нечаев
- гражданин С. М. Федоркин, портной-рабочий

Вологодская
- епископ Иустин (Мальцев)
- гражданин Д. А. Завьялов, служащий

Воронежская
- епископ Иона (Орлов)
- протоиерей Николай Фёдорович Щепотьев
- гражданин И. Н. Бутов, рабочий

Горьковская
- епископ Лысковский Зиновий (Красовский)
- протоиерей Н. И. Красовский
- гражданин И. В. Капранов, рабочий

Ивановская и Владимирская
- епископ Онисим (Фестинатов)
- протоиерей Д. А. Крылов
- иподиакон Владимир Платонович Жохов, клирик Успенского кафедрального собора Владимира[2]
- протоиерей Д. И. Вознесенский

Казанская
- протоиерей Константин Фёдорович Катешёв

Калининская и Великолукская
- епископ Рафаил (Берёзин)
- протоиерей М. Н. Лазарев
- гражданин Козлов, пенсионер-рабочий
- протоиерей Л. В. Просовецкий

Калужская
- протоиерей И. Соловьёв

Кировская
- епископ Вениамин (Тихоницкий)
- протоиерей А. С. Овчинников
- гражданин С. И. Кормщиков, крестьянин

Кишинёвская
- епископ Иероним (Захаров)
- протоиерей Владимир Поляков
- иеродиакон Евфросин

Костромская
- протоиерей А. Е. Сперанский

Краснодарская
- епископ Флавиан (Иванов)
- протоиерей А. В. Беневольский
- гражданин П. П. Шилин, рабочий

Крымская и Симферопольская
- епископ Иоасаф (Журманов)
- протоиерей И. Ф. Крашановский
- гражданин Н. Ф. Сахно, служащий

Куйбышевская
- архиепископ Алексий (Палицын)
- протоиерей И. Г. Фомичёв
- гражданин А. А. Леонидов, служащий

Курская
- епископ Питирим (Свиридов)
- протоиерей А. В. Иванов
- гражданин Е. Е. Василего, служащий

Ленинградская и Новгородская
- митрополит Алексий (Симанский)
- протоиерей Михаил Славнитский[3]
- Николай Дмитриевич Успенский, педагог, регент Николо-Богоявленского кафедрального собора Ленинграда[4].

Молотовская
- епископ Александр (Толстопятов)
- протоиерей Л. В. Зубарев[5].
- гражданин В. Ф. Любимов, рабочий

Московская
- митрополит Николай (Ярушевич)
- епископ Макарий (Даев)
- протоиерей Николай Фёдорович Колчицкий
- протоиерей Алексей Маркианович Станиславский[6].
- протоиерей Ф. Казанский
- протоиерей-профессор Тихон Дмитриевич Попов
- протоиерей-профессор Дмитрий Иванович Боголюбов[7]
- проф. Григорий Георгиевский[8].
- гражданин А. А. Огородов, крестьянин

Новосибирская
- архиепископ Варфоломей (Городцев)
- (Владивосток) священник З. А. Гелюта
- (Хабаровск) священник Д. Е. Фурман
- (Иркутск) протоиерей С. С. Попов
- (Красноярск) священник Н. В. Попов
- (Барнаул) протоиерей Н. С. Юдин
- (Омск) игумен Венедикт (Пляскин)
- (Новосибирск) иеромонах Никандр (Вольянников)
- гражданин В. И. Иванов, авиатехник-служащий
- (Тюмень) священник А. А. Сычугов
- (Томск) священник Н. И. Сперанцев

Орловская
- протоиерей А. И. Виноградский

Брянская
- протоиерей Ф. Н. Переведенцев

Пензенская и Саранская
- епископ Михаил (Постников)
- протоиерей И. В. Баклашкин
- гражданин Ф. Г. Герасимов
- протоиерей А. П. Михайлов

Псковская и Порховская
- архиепископ Григорий (Чуков)
- священник Николай Анненский[9]

Ростовская на-Дону
- епископ Елевферий (Воронцов)
- протоиерей А. А. Сидоренко
- гражданин И. И. Сташевский, служащий

Рязанская
- епископ Димитрий (Градусов)
- протоиерей Николай Концевич[10].
- гражданин В. Д. Сергеев, пенсионер-рабочий

Саратовская
- протоиерей Д. И. Жог

Свердловская
- епископ Товия (Остроумов)
- протоиерей Николай Адриановский[11]

Смоленская
- епископ Сергий (Смирнов)
- гражданин В. А. Байков, крестьянин-колхозник

Средне-Азиатская и Ташкентская
- епископ Кирилл (Поспелов)
- протоиерей Медведев
- гражданин Н. Пирогов, служащий

Ставропольская
- архиепископ Антоний (Романовский)
- протоиерей Иоанн Илющенко[12]
- гражданин Ф. А. Швыдкин

Тамбовская
- архиепископ Лука (Войно-Ясенецкий)
- Мануил (Лемешевский)
- протоиерей Александр Лебедев, настоятель Скорбященского храма в Мичуринске, благочинный церквей Мичуринского округа[13].
- гражданин Г. П. Конин

Тульская
- архиепископ Виталий (Введенский)
- протоиерей М. Д. Понятский
- гражданин А. И. Краснопевцев

Удмуртская
- архиепископ Иоанн (Братолюбов)
- протоиерей Григорий Грачёв[14]
- гражданин Р. А. Крылатых, пенсионер-служащий

Ульяновская
- епископ Иларий (Ильин)
- протоиерей Н. А. Цветков
- гражданин Н. В. Соколов

Уфимская
- протоиерей Димитрий Логачевский

Челябинская
- протоиерей С. А. Ашихмин

Ярославская
- архиепископ Алексий (Сергеев)
- протоиерей А. Д. Флоренский
- гражданин В. М. Лукьянов, служащий

Чкаловская
- протоиерей Александр Архангельский[15]

Киевская
- митрополит Иоанн (Соколов)
- протоиерей Д. И. Введенский
- гражданин В. П. Коберник, служащий

Черниговск[ая]
- епископ Борис (Вик)
- протоиерей Красниковский
- гражданин А. Н. Вересоцкий, крестьянин

Сумская
- епископ Корнилий (Попов)
- протоиерей И. Желтоновский
- гражданин А. Г. Голубничий, крестьянин

Днепропетровская и Запорожская
- архиепископ Андрей (Комаров)
- священник В. Черниговский
- священник А. Карабулат
- гражданин И. И. Нечиталенко

Донецкая и Ворошиловградская
- епископ Никон (Петин)
- протоиерей Петр Сергеев[16]
- протоиерей Николаев

Одесская и Кировоградская
- епископ Сергий (Ларин)
- протоиерей Евгений Диаконов[17]
- архимандрит Назарий (Осипов)
- гражданин М. Н. Монахов, служащий
- гражданин В. С. Мицкий, крестьянин

Житомирская
- епископ Антоний (Кротевич)
- протоиерей Завальницкий
- гражданин Н. И. Тюрин, служащий

Херсонская и Николаевская
- епископ Фотий (Топиро)
- протоиерей Тимофей Закрицкий[18]
- архимандрит Донат

Харьковская
- протоиерей Николай Рубинский

Полтавская
- архиепископ Стефан (Проценко)
- протоиерей Н. И. Яновский
- гражданин Ф. Доценко

Винницкая и Каменец-Подольская
- епископ Максим (Бачинский)
- протоиерей Михаил Дрончак[19]
- протоиерей Евгений Аколовский[20]
- гражданин Н. А. Головатюк, крестьянин

Волынская и Ровенская
- епископ Николай (Чуфаровский)
- протоиерей Иоанн Давидович[21]
- профессор Евгений Семёнович Богуславский[22]

Тарнопольская
- протоиерей А. П. Корнейчук

Львовская
- протоиерей Серафим Казновецкий[23]

Черновицкая
- протоиерей Евфимий Ковернинский

Почаевская Лавра
- архимандрит Панкратий (Кашперук)

Минская
- архиепископ Василий (Ратмиров)
- игумен Иувеналий (Лунин)[24]

Брестская
- епископ Паисий (Образцов)
- протоиерей М. Л. Тарима
- гражданин А. Ф. Сахарук, служащий

Гомельская
- протоиерей М. П. Кротт

Молодечненская
- протоиерей Л. Белявский

Литва (Вильно)
- протоиерей Валентин Поликарпов[25]

Латвия (Рига)
- протоиерей Иоанн Янсон[26].
- протодиакон Варфоломеев

Таллинская
- профессор-протоиерей Иоанн Богоявленский
- священник Александр Александрович Осипов
- иподиакон В. Лебедев

Муром
- протоиерей Михаил Голунов

Северо-Американская
- митрополит Вениамин (Федченков)